# Distretto di Nadowli-Kaleo
Il distretto di Nadowli-Kaleo (ufficialmente Nadowli-Kaleo District, in inglese) è un distretto della Regione Occidentale Superiore del Ghana.
Fino al 2012 era chiamato distretto di Nadowli, in quell'anno venne rinominato e venne scorporata la parte orientale per costituire il distretto di Daffiama-Bussie-Issa. 